# James Waldegrave, 2. hrabě Waldegrave
James Waldegrave, 2. hrabě Waldegrave (James Waldegrave, 2nd Earl Waldegrave, 2nd Viscount Chewton, 3rd Baron Waldegrave of Chewrton, 6th Baronet Waldegrave of Hever Castle) (4. března 1715 – 13. dubna 1763) byl britský dvořan a politik ze starého šlechtického rodu Waldegrave. Od mládí zastával funkce u dvora, v roce 1757 byl kandidátem na funkci britského premiéra.

## Životopis

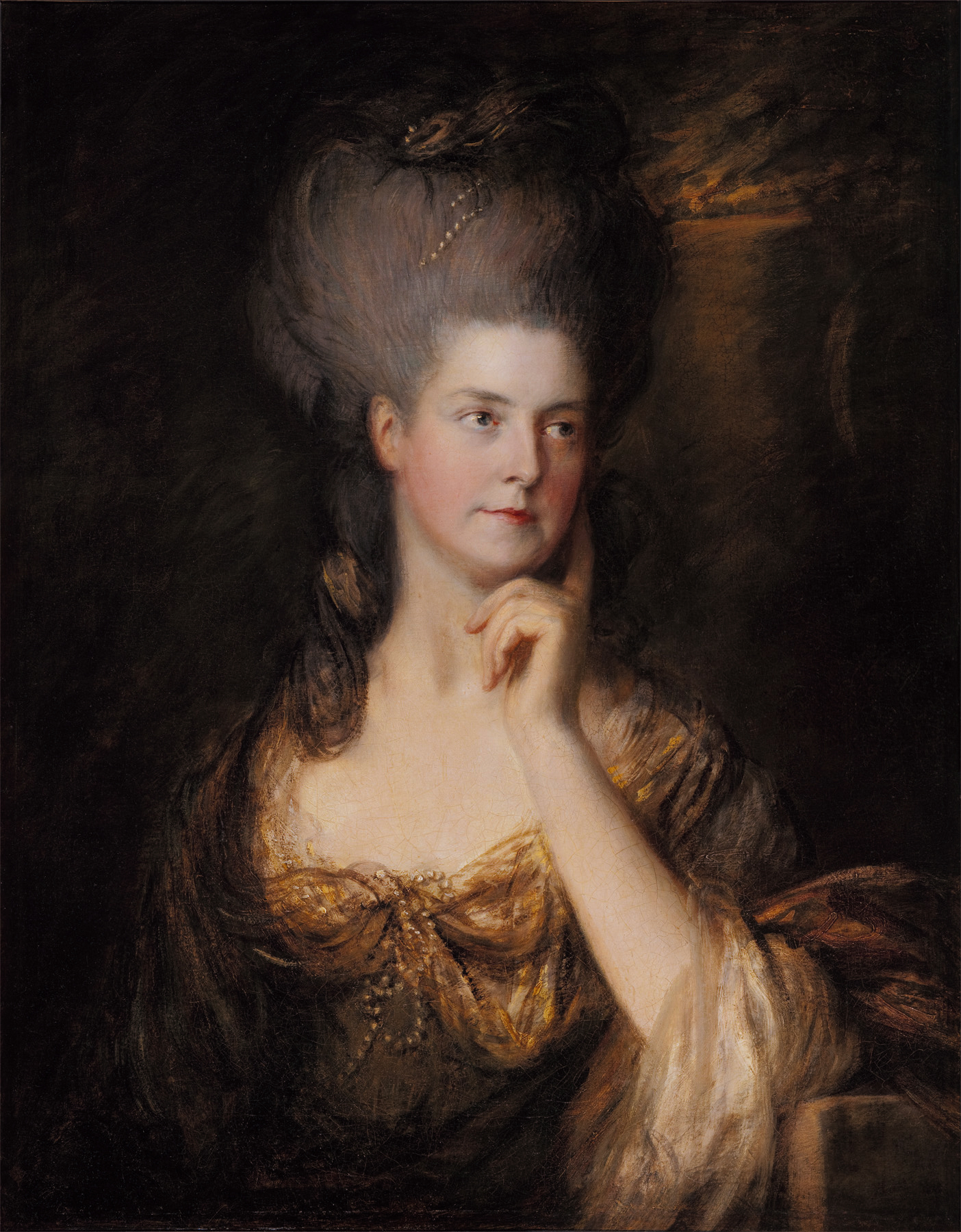
Maria Walpole (1736–1807), vnučka premiéra Roberta Walpola, manželka 2. hraběte Waldegrave, později vévodkyně z Gloucesteru (Thomas Gainsborough, 1780

Narodil se jako nejstarší syn diplomata Jamese Waldegrave, 1. hraběte Waldegrave (1684–1741), mimo jiné byl pravnukem Jakuba II. Studoval v Etonu, v roce 1741 po otci zdědil šlechtické tituly a vstoupil do Sněmovny lordů, kde se zařadil k předním osobnostem strany whigů. Mimo jiné zastával funkce u dvora, byl lordem komořím Jiřího II. (1743–1752) a guvernérem prince waleského (1752–1756), od roku 1752 byl též členem Tajné rady. V červnu 1757 byl králem Jiřím II. pověřen sestaveím vlády, ale záměr vyšachovat z politické scény královy protivníky se nezdařil, mimo jiné proto, že Waldegrave se obával ztráty královy přízně, jak se to stalo jeho předchůdcům. Post premiéra fakticky nepřevzal, v roce 1757 nicméně získal Podvazkový řád. Po nástupu Jiřího III. odešel do soukromí a zemřel nedlouho poté na neštovice.
Jeho manželkou byla Maria Walpole (1736-1807), dcerou Edwarda Walpola a vnučka premiéra Roberta Walpola. Měli spolu tři dcery, nejstarší Elizabeth (1760–1816) se provdala za svého bratrance 4. hraběte Waldegrave a v roce 1811 po rodině Walpole zdědila zámek Strawberry Hill House, druhorozená Charlotte (1761–1808) měla za manžela 4. vévodu z Graftonu a nejmladší Horatia (1762–1801) byla provdaná za admirála Hugha Seymoura.
Maria Walpole se po ovdovění znovu provdala v roce 1766 za vévodu z Gloucesteru, mladšího bratra krále Jiřího III. a s ním měla další tři děti.